# Мусуна (гирло)
45°12′47″ пн. ш. 29°40′40″ сх. д. / 45.213055555556° пн. ш. 29.677777777778° сх. д.
Мусуна — гирло на півдні України в Одеській області.

## Географія
Мусуна розташоване на південному заході України, на відстані 600 км на південь від Києва. Гирло тече в бік Чорного моря.

## Клімат
Клімат помірний. Середня температура 12 °C. Найспекотніший місяць – липень, температура 24°C, найхолодніший – січень, температура 1°C. Середня кількість опадів становить 697 міліметрів на рік. Найвологіший місяць – січень, випало 110 міліметрів опадів, а найсухіший – березень, де випало 21 міліметр.